# هیت (قصرقند)
هیت، روستایی در دهستان هیت بخش مرکزی شهرستان قصرقند استان سیستان و بلوچستان ایران است. این روستا، مرکز دهستان هیت است.

## جاذبه‌های تاریخی
1. قنات قدیم (بزرگ‌ترین قنات منطقه)
2. قنات لکک
3. دو قبرستان قدیمی کاملاً متفاوت با عرف محلی (به‌طور تقریبی ساخته شده در دوران اشکانی‌ها)
4. خرابه‌های قلعه خشتی و گلی (محل سکونت خوانین در دوران حکومت قاجار)
5. مسجد قدیمی واقع در کنار قلعه

## جمعیت
بر پایه سرشماری عمومی نفوس و مسکن در سال ۱۳۹۵، جمعیت این روستا برابر با ۲٬۳۹۵ نفر (۷۱۰ خانوار) بوده‌است.